# Xantusia arizonae
Xantusia arizonae (аризонська нічна ящірка) — вид сцинкоподібних ящірок родини нічних ящірок (Xantusiidae). Ендемік США.

## Опис
Аризонська нічна ящірка — невелика ящірка завдовжки 6-10 см. Забарвлення переважно сіро-коричневе, верхня частина тіла поцяткована дрібними темними плямками, які формують ряди. Голова вкрита великими гладкими лусками. Луска на тілі дрібна, а на череві прямокутна. Голова дещо приплюснута. Очі великі, округлі з вертикальними зіницями.

## Поширення і екологія
Аризонські нічні ящірки мешкають на заході центральної Аризони, в окрузі Явапай на північний захід від Фінікса. Вони живуть в тріщинах серед гранітних скель, серед чагарників. Ведуть нічний спосіб життя, живляться мурахами, термітами, мухами, жуками, павуками та іншими комахами. Яйцеживородні, самиці народжують 1-2 дитинчати, зазвичай у серпні-вересні.